# Terry Branstad
Terry Edward Branstad (n. 17 noiembrie 1946, Leland⁠(d), Iowa, SUA) este un politician american, fost guvernator al statului Iowa în perioada 14 ianuarie 1983 - 15 ianuarie 1999 și între 14 ianuarie 2011 - 2017, inlocuindu-l pe guvernatorul precedent Chet Culver. 
Între 2017 - 2020 era ambasador al Statelor Unite în China.

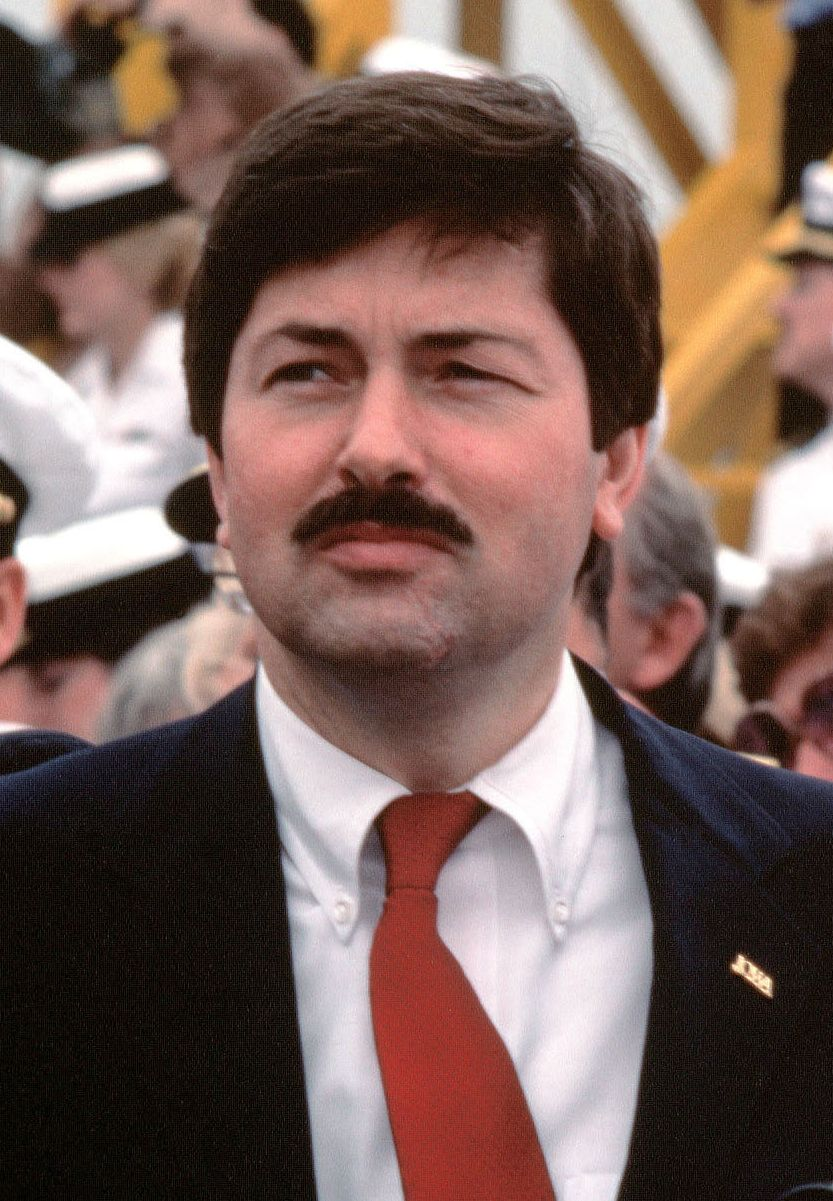
Terry Branstad pe 28 aprilie 1984